# جمال طه
جمال طه (مواليد 23 نوفمبر 1966) لاعب كرة قدم لبناني سابق كان يجيد اللعب في مركز الوسط مع منتخب لبنان ونادي الأنصار.
يُلقب بـ "الغزال الأسمر" ولد طه في مصر لأب مصري وأم لبنانية، حصل على الجنسية اللبنانية ومثل منتخب لبنان بين عامي 1993 و2000، وكان قائداً للمنتخا في كأس آسيا 2000.

## النشأة
ولد جمال طه في القاهرة، مصر، لأب مصري وأم لبنانية؛ حصل على الجنسية اللبنانية بالتجنس عام 1992 بمرسوم رئاسي. انضم إلى فريق شباب الأنصار عام 1977.

## الحياة المهنية

### النادي
يُلقب بـ "الغزال الأسمر"، بدأ مسيرته المهنية مع نادي الأنصار عام 1986، وأنهى مسيرته عام 2002. ارتدى الرقم 6 على قميصه، وكان قائداً للنادي منذ عام 1997 حتى اعتزاله.

### المنتخب
كان كابتن المنتخب الوطني خلال كأس آسيا 2000.

## مهنة إدارية

### الأنصار
بدأ عمله كمساعد عدنان حمد في نادي الأنصار خلال موسم 2005–06؛ حيث ساعد فريقه على الفوز بالثنائية المحلية (الدوري اللبناني الممتازوكأس لبنان). في الموسم التالي، في 2006–07، عُين مدرباً للأنصار، وفاز بالثنائية المحلية الثانية على التوالي للنادي. بقي مدربًا حتى نهاية موسم 2007–08، حيث خسر لقب الدوري أمام نادي العهد بفارق نقطة واحدة.
في يوليو 2011، أعيد تعيينه مديرًا لفريق الأنصار، وبقي حتى نهاية موسم 2012–13. فاز بكأس لبنان 2011–12، وكأس السوبر اللبناني2012.

### شباب الساحل والتضامن صور
في 10 سبتمبر 2013، تولى مسؤولية شباب الساحل. وفاز بكأس التحدي اللبناني عام 2014، وبعد موسمين عاد إلى الأنصار، وأدارهم خلال موسم 2015–16، قبل أن يستقيل بعد المباراة الأولى في الدوري للموسم التالي في سبتمبر 2016 وفي يناير 2017، أصبح مديرًا للتضامن صورحتى يونيو 2018.

### لبنان
في 3 يونيو 2019، عُين مساعدًا لمدرب منتخب لبنان تحت قيادة ليفيو تشيوبوتاريو. بعد عام واحد، في 17 يونيو 2020، قرر الاتحاد اللبناني لكرة القدم عدم تمديد عقد تشيوبوتاريو، وعُيّن جمال طه مدربًا للمنتخب الوطني. وأصبح أول مدرب لبناني للمنتخب الوطني منذ تعيين إميل رستم في نوفمبر 2008، منذ ما يقرب 12 عاماً.
تحت قيادة طه، كان أداء لبنان ضعيفًا في آخر ثلاث مباريات من الجولة الثانية من تصفيات كأس العالم 2022، حيث كافح للتغلب على سريلانكا 3-2، وخسر أمام تركمانستان وكوريا الجنوبية؛ تأهل لبنان إلى الدور الثالث بصفته خامس أفضل وصيف بفضل النتائج الأخرى التي كانت لصالحه. لم يُمدد عقده بعد مدة عام واحد في 30 يونيو 2021.

### لبنان تحت 23
في 27 سبتمبر 2021، أعلن عنه مدربًا لمنتخب لبنان تحت 23 عامًا.

## الاحصائيات

### دولية
| الفريق الوطني | سنة     | الظهور | الأهداف |
| ------------- | ------- | ------ | ------- |
| لبنان         | 1993    | 8      | 1       |
| لبنان         | 1994    | 0      | 0       |
| لبنان         | 1995    | 1      | 1       |
| لبنان         | 1996    | 7      | 3       |
| لبنان         | 1997    | 9      | 1       |
| لبنان         | 1998    | 7      | 4       |
| لبنان         | 1999    | 2      | 0       |
| لبنان         | 2000    | 9      | 1       |
| المجموع       | المجموع | 43     | 11      |

النتائج تعرض رصيد أهداف لبنان أولا، عمود النتيجة يشير إلى النتيجة بعد كل هدف لطه.
| #  | تاريخ          | مكان                                          | الخصم      | نتيجة | حصيلة | مسابقة                            |
| -- | -------------- | --------------------------------------------- | ---------- | ----- | ----- | --------------------------------- |
| 1  | 7 مايو 1993    | ملعب برج حمود ، بيروت ، لبنان                 | الهند      | 2-0   | 2-2   | تصفيات كأس العالم لكرة القدم 1994 |
| 2  | 6 ديسمبر 1995  | ملعب برج حمود، بيروت، لبنان                   | سلوفاكيا   | 1-1   | 2-1   | ودي                               |
| 3  | 12 مايو 1996   | ملعب برج حمود، بيروت، لبنان                   | تركمانستان | 2-1   | 3-1   | تصفيات كأس آسيا 1996              |
| 4  | 5 ديسمبر 1996  | ملعب بيروت البلدي، بيروت، لبنان               | جورجيا     | 3-2   | 4-2   | ودية                              |
| 5  | 8 ديسمبر 1996  | الملعب البلدي في بيروت، بيروت، لبنان          | جورجيا     | 2-1   | 3-2   | ودية                              |
| 6  | 2 فبراير 1997  | ملعب برج حمود، بيروت، لبنان                   | الأردن     | 1-0   | 1-0   | ودية                              |
| 7  | 19 أكتوبر 1998 | أبو ظبي، الإمارات العربية المتحدة             | السودان    | 1-0   | 1-1   | بطولة الصداقة 1998                |
| 8  | 30 نوفمبر 1998 | ملعب مقاطعة سورات ثاني، سورات ثاني، تايلاند   | الصين      | 1-2   | 1-4   | دورة الألعاب الآسيوية 1998        |
| 9  | 4 ديسمبر 1998  | ملعب سورات ثاني الإقليمي، سورات ثاني، تايلاند | كمبوديا    | 1-0   | 5-1   | دورة الألعاب الآسيوية 1998        |
| 10 | 4 ديسمبر 1998  | ملعب سورات ثاني الإقليمي، سورات ثاني، تايلاند | كمبوديا    | 4-1   | 5-1   | دورة الألعاب الآسيوية 1998        |
| 11 | 13 مايو 2000   | ليماسول، قبرص                                 | الأردن     | -     | 1-1   | ودية                              |

### إدارية
| فريق        | من          | إلى         | سجل | سجل | سجل | سجل | سجل          | مراجع        |
| فريق        | من          | إلى         | لعب | ف   | ت   | خ   | نسبة الفوز % | مراجع        |
| ----------- | ----------- | ----------- | --- | --- | --- | --- | ------------ | ------------ |
| الأنصار     | ديسمبر 2006 | يوليو 2008  | 50  | 34  | 11  | 5   | 068٫0        | [ 8 ]        |
| الأنصار     | يوليو 2011  | يونيو 2013  | 56  | 27  | 16  | 13  | 048٫2        | [ 9 ] [ 10 ] |
| شباب الساحل | سبتمبر 2013 | يونيو 2015  | 57  | 19  | 17  | 21  | 033٫3        | [ 9 ] [ 10 ] |
| الأنصار     | يوليو 2015  | سبتمبر 2016 | 33  | 16  | 10  | 7   | 048٫5        | [ 9 ]        |
| التضامن صور | يناير 2017  | يونيو 2018  | 40  | 15  | 10  | 15  | 037٫5        | [ 9 ]        |
| لبنان       | يونيو 2020  | يونيو 2021  | 7   | 2   | 1   | 4   | 028٫6        | [ 13 ]       |
| المجموع     | المجموع     | المجموع     | 243 | 113 | 65  | 65  | 046٫5        |              |

## روابط خارجية
- جمال طه على موقع قاعدة بيانات كرة القدم.إي يو (الإنجليزية)
- جمال طه على موقع ناشيونال فوتبول تيمز (الإنجليزية)
- جمال طه على موقع Soccerway.com (الإنجليزية)
- جمال طه على موقع كووورة
- جمال طه على موقع GSA (الإنجليزية)